# قوات البحرية الليبية

-2011

القوات البحرية الليبية هي القوات البحرية لليبيا تأسست في 2 نوفمبر 1962. تعتبر القوات البحرية الليبية صغيرة نسبيا مقارنة مع قوات دول أخرى متواجدة في البحر المتوسط. تتألف من عدد محدد من الفرقاطات ذات الصواريخ والفرقيطات ومجموعة من زوارق الدوريات لحماية السواحل. كما أنها تعتمد بشكل دائم على معدات مستوردة خارجيا إضافة إلى التدريب.
أول سفينة حربية سلمت للبحرية الليبية كانت الكاسحة «زليطن» في العام 1966 وفي الأعوام اللاحقة انضمت الفرقاطة «طبرق» ثم سفينة الصيانة «زلطن» مع ثلاث زوارق من فئية فوسبر وهي «سوسة، سرت وسبها» والتي تمركزت في طرابلس.
وأثناء العام 1969 انضمت الزوارق «غريان، خولان، مراوة وصبراتة» للخدمة متمركزة في بنغازى والزورق «بنينا» متمركزا في طبرق حيث اقتصرت في بدايتها على قدرة محدودة، لكن هذا الأمر تغير بعد مجيئ العقيد معمر القذافي في 1969 فمنذ ذلك التاريخ بدأت ليبيا في زيادة التسلح بأسلحة من أوروبا والاتحاد السوفييتي.
تم دمج الجمارك وخفر السواحل في البحرية العام 1970 لتشمل مهمة القوات البحرية جباية الرسوم الجمركية ومكافحة التهريب.
يبلغ عدد أفراد البحرية الإجمالي قرابة خمسة عشر الف فرد.

## اداراة القوات البحرية
- الإدارة العامة
- الإدارة الماليه
- الإدارة الامنية
- إدارة الاليات
- إدارة التموين
- إدارة الجمارك
- إدارة الحراسات
- إدارة العلاقات العامة
- إدارة البرامج الخاصة
- إدارة البحث والتطوير
- إدارة التدريب العام البحرية

## شعبات القوات البحرية
- شعبة الامداد
- شعبة التخطيط
- شعبة العمليات
- شعبة التسليح
- شعبة المخازن
- الشعبة الفنية
- شعبة تنظيم والإدارة

## الرتب العسكرية للقوات البحرية
- الفريق أول
- الفريق
- اللواء
- العميد
- العقيد
- المقدم
- الرائد
- النقيب
- الملازم أول
- الملازم

## الاسطول العسكرية للقوات البحرية
- الفرقاطات

فرقاطة ذات السواري
فرقاطة الهاني
- الغواصات

غواصة بدر
غواصة الفاتح
غواصة احد
غواصة المطرقة
غواصة خيبر
غواصة حنين
- الخافرات

خافرت طبرق وثلاثة خافرات أخرى
- كاسحات الغام

سبع كاسحات الغام
- سفن انزال

سفينة القرضابية اكبرهم واربعة سفن أخرى
- زوارق حربية

زورق سبها وزورق السداد وزورق غريان وزورق سوسة وزورق سرت وزورق مراوه وزورق الخولان وزورق بنينا وخمسة وعشرون زورق حربي أخرى
- مجموعة قوارب لحرس السواحل البحرية

## تنقسم القوات البحرية
- قوات جهاز حرس السواحل
- قوات الدفاع الساحلي
- القوات الخاصة البحرية
- كتائب مشاة البحرية
- كتائب ضفادع بشرية
- كتائب مظلات بحرية
- شرطة البحرية

## المراكز التعليمية التابع للقوات البحرية
- الاكاديمية البحرية
- مركز البحوث والدراسات البحرية
- الثانوية البحرية طرابلس
- الثانوية البحرية بنغازي
- مراكز التدريب العام

## خلفية
مهمة البحرية الأساسية هي حماية الساحل الليبي المتوسطي الذي يصل طوله إلى 1770 كم (1100 ميل)، حيث تم تعزيز هذه القوات في عقد السبعينيات حيث تم شراء 6 غواصات فوكستروت كلاس "Foxtrot class" وهي جيدة التسليح وسريعة، وأيضا قامت ليبيا بشراء 4 طرادت من نوع اساد كلاس assad class من إيطاليا مزودة بصواريخ طويلة المدى مكن نوع اوتومات otomat مزودة أيضا بأجهزة سونار وطوربيدات متطورة، اثنتين منهما فقط لا تزالان في الخدمة، وقد شكلت تلك الغواصات تهديدا رئيسيا للبحرية الأمريكية المتواجدة في البحر المتوسط. في ذات الوقت قامت ليبيا بشراء 4 طرادات من نوع نانوشكا كلاس "Nanuchka class" روسية. والتي تم تسليحها بشكل جيد.
في يناير 2008 قامت السفينة الحربية الروسية «إيفان بوبنوف» بزيارة إلى ميناء طرابلس البحري، حيث مكثت عدة أيام. وقد اعتبر العقيد البحري إيغور ديغالو مساعد القائد العام للأسطول البحري الحربي الروسي أن الأسطول الروسي والقوات البحرية الليبية «استأنفا اتصالاتهما بعد انقطاع طويل» مضيفا أن استئناف الاتصالات مع القوات البحرية الليبية هو بغية «تعزيز التفاهم والثقة في منطقة البحر الأبيض المتوسط».

## قادة القوات البحرية السابقين
- الرائد بحار منصور بدر من 1962 إلى 1969 خريج الكلية البحرية التركية
- العقيد بحار عبد اللطيف الشكشوكي من 1969 إلى 1994 خريج الكلية البحرية اليونانية
- الفريق ركن بحار حمدي الشيباني السويحلي من 1994 إلى 2011 خريج الكلية البحرية اليونانية
- العميد بحار حسن على بوشناق من 2011 إلى 2014 خريج الكلية البحرية اليونانية
- اللواء بحار سالم ارحومة من 2014 إلى 2018.[2]

## القواعد البحرية
- بنغازي
- مصراتة
- طبرق
- طرابلس (تعرضت لقصف جوي من قبل قوات التحالف في 20 مايو 2011)[3]
- درنة
- الخمس (تعرضت لقصف جوي من قبل قوات التحالف في 20 مايو 2011)[3]
- سرت (تعرضت لقصف جوي من قبل قوات التحالف في 20 مايو 2011)[3]